# NGC 43
NGC 43 è una galassia lenticolare situata nella costellazione di Andromeda. Ha un diametro di circa 27 kiloparsec (88.000 anni luce) ed è stata scoperta nel 1827 dall'astronomo britannico John Herschel.

## Gruppo di NGC 43
NGC 43 è il membro principale di un gruppo costituito da almeno tre galassie e che comprende anche NGC 39 e CGCG 0011.3+3037 (UGC 130).